# Anatolio di Costantinopoli
Anatolio (in greco Ανατόλιος?; Alessandria d'Egitto, ... – Costantinopoli, 3 luglio 458) è stato apocrisiarius (cioè, "ambasciatore") di Cirillo e di Dioscoro di Alessandria alla corte dell'imperatore bizantino Teodosio II e, successivamente, patriarca di Costantinopoli dal 449, in seguito all'illegale deposizione di Flaviano, fino alla sua morte.
Nel 451 presiedette il concilio di Calcedonia, nel quale si definì la natura della persona di Cristo dopo anni di dispute teologiche e si affermò il primato del Patriarcato sulle Chiese orientali e quindi l'equiparazione della dignità di tale istituzione con quella del Papato (alla quale il papa, Leone Magno, si oppose).
Venerato come santo sia dalla Chiesa cattolica sia dalla Chiesa ortodossa, è celebrato il 3 luglio.

## Agiografia
Nato ad Alessandria d'Egitto, è qui che fu fatto diacono dal patriarca di Alessandria Cirillo. Fu quindi inviato a Costantinopoli come suo ambasciatore presso l'imperatore Teodosio. Servì a tal uopo anche il successore di Cirillo, Dioscoro.
Qui, in seguito alla deposizione illegale di Flaviano, patriarca della città ostile al Monofisismo (la teoria secondo la quale Cristo avrebbe avuto una sola natura), voluta dal secondo concilio di Efeso (449), Anatolio divenne, grazie allo stesso Dioscoro ("d'accordo con Dioscoro") e "in modo piuttosto equivoco", patriarca.
Forse temendo per la stabilità del proprio patriarcato, poiché si diceva (dalla sua vicinanza a Dioscoro, il quale era dichiaratamente monofisita) che anche Anatolio simpatizzasse per le teorie cristologiche monofisite di Eutiche, questi decise di condannare in un sinodo dei vescovi da lui convocato definitivamente, come eretiche, non solo le teorie di Eutiche, ma anche quelle di Nestorio, sottoscrivendo le lettere, inviate da papa Leone Magno al suo predecessore tramite i suoi ambasciatori Abbondio di Como e Senatore di Milano, e distribuendone delle copie ai suoi vescovi. Lo stesso Dioscoro fu in questa sede condannato.
Nel 451 presiedette il concilio di Calcedonia, voluto dal papa per ottenere la definitiva condanna del Monofisismo: fu infatti definita, definitivamente, la duplice natura di Cristo, umana e divina. A Calcedonia si volle inoltre equiparare la dignità della Chiesa di Costantinopoli con quella di Roma. Per questo, il papa si lamentò, per iscritto, con l'allora imperatore Marciano, con l'imperatrice Pulcheria e con Anatolio stesso. Anatolio ebbe con Leone "relazioni ora cordiali, ora tese".
In seguito, poiché glielo chiedevano i vescovi dell'Egitto, denunciò al nuovo imperatore bizantino Leone il vescovo di Alessandria Timoteo, il quale, nonostante la sua esplicita condanna, era rimasto seguace della teoria monofisita.